# ماركوس ماسون
ماركوس ماسون (بالإنجليزية: Monty Mason)‏ هو سياسي أمريكي، ولد في 8 سبتمبر 1967 في فارمفيل في الولايات المتحدة. حزبياً، نشط في الحزب الديمقراطي.

## وصلات خارجية
- الموقع الرسمي